# Base navale di Ream
La base navale di Ream è un'installazione militare della Marina militare cambogiana situata sulla costa cambogiana, sul golfo del Siam.

## Storia
La base, già esistente al tempo della guerra civile cambogiana, venne trascurata poiché il conflitto si svolgeva prevalentemente su terra. Al tempo del colpo di stato de 1970 di Lon Nol la base era quasi in stato di abbandono. Per il 1974 la Marina nazionale Khmer, con l'aiuto della Royal Navy britannica, migliorò le condizioni della base costruendo un moderno insieme di moli e un nuovo bacino di carenaggio galleggiante, e vennero inoltre assegnati alla base 20 nuovi Patrol Craft Fast e 4 Patrol Boat, River. Ciò consentì alla Marina nazionale Khmer di riprendere le attività di pattugliamento delle acque territoriali cambogiane, attività che erano precedentemente state affidate alla Marina militare del Vietnam del Sud dalla neonata Repubblica Khmer. Ulteriori programmi di ammodernamento e potenziamento della base vennero però interrotti dalla caduta della Repubblica Khmer per mano dei Khmer rossi nel 1975.
Dopo la cacciata dei Khmer rossi nel 1979 e l'instaurazione dell'attuale monarchia costituzionale, il governo ha continuato il processo di modernizzazione della base.

## Utilizzo da parte della Repubblica Popolare Cinese
Nel 2019 il Wall Street Journal ha rivelato che secondo alcuni ufficiali statunitensi la Marina dell'Esercito Popolare di Liberazione Cinese ha stretto un accordo segreto che le garantirebbe accesso esclusivo a circa un terzo della base per una durata di 30 anni. L'accordo, che darebbe alla Cina la possibilità di costruire la sua seconda base navale all'estero dopo quella in Gibuti, è stato però smentito dalle autorità cambogiane.
In seguito le autorità cinesi e cambogiane hanno però confermato che la Cina sta collaborando con la Cambogia per un potenziamento della base e che una parte di essa sarà effettivamente utilizzata dalla marina militare cinese, anche se non in modo esclusivo.